# أريزونا
أريزونا أو أرِزونَة (بالإنجليزية: Arizona، بلغة نافاهو: هوزدو هاهودزو Hoozdo Hahoodzo؛ بلغة أودهام: ألي سوناك Alĭ ṣonak) هي ولاية في المنطقة الجنوبية الغربية من الولايات المتحدة. وهي أيضا جزء من غرب الولايات المتحدة والولايات الجبلية الغربية. ترتيبها السادس من حيث المساحة والرابعة عشرة من حيث السكان بين الولايات الخمسين. عاصمتها هي مدينة فينيكس وأكبر مدينة فيها. أريزونا هي واحدة من ولايات الزوايا الأربع. ولديها حدود مع نيو مكسيكو، يوتا، نيفادا، كاليفورنيا، ودولة المكسيك، ونقطة واحدة مشتركة مع الزاوية الجنوبية الغربية من ولاية كولورادو. يبلغ طول حدود أريزونا مع المكسيك 389 ميلا (626 كم) على الحدود الشمالية من ولايات سونورا وباخا كاليفورنيا المكسيكيتين.
ترتيب أريزونا هو 48 بين الولايات التي أدخلت للإتحاد وآخر ولاية ضمن الأرض الرئيسية يتم إدخالها، حيث أدخلت في 14 فبراير 1912. كانت تاريخيا جزءا من أراضي كاليفورنيا العليا في إسبانيا الجديدة، وأصبحت جزءا من المكسيك المستقلة في عام 1821. بعد أن هزمت المكسيك في الحرب المكسيكية الأمريكية، تنازلت عن جزء كبير من هذه الأراضي إلى الولايات المتحدة في عام 1848. تم الحصول على الجزء الجنوبي من الولاية في عام 1853 من خلال صفقة غادسدن.
يعرف جنوب أريزونا بمناخه الصحراوي، بصيفه الحار جدا وشتائه المعتدل. يتميز شمال أريزونا بغابات الصنوبر وتنوب دوغلاس وأشجار التنوب؛ هضبة كولورادو؛ بعض سلاسل الجبال (مثل جبال سان فرانسيسكو)؛ فضلا عن الأخاديد الكبيرة والعميقة، تتمتع بدرجات حرارة أكثر اعتدالا في الصيف وتساقط الثلوج في الشتاء. هناك منتجعات التزلج على الثلج في مناطق فلاغستاف وألباين وتوسون. بالإضافة إلى متنزه غراند كانيون الوطني، وهناك العديد من الغابات الوطنية، والحدائق الوطنية، والآثار الوطنية.
حوالي ربع مساحة الولاية  هي محميات هندية تشكل موطنا لسبع وعشرين قبيلة أمريكية أصلية معترف بها فدراليا، بما في ذلك أمة نافاجو، وهي أكبر قبيلة في الولاية وفي الولايات المتحدة، ومسجل بها أكثر من 300,000 مواطن. ورغم أن القانون الاتحادي منح جميع الأمريكيين الأصليين الحق في التصويت في عام 1924، استبعدت ولاية أريزونا أولئك الذين يعيشون في المحميات من التصويت حتى حكمت المحكمة العليا في عام 1948 لصالح المدعين الأمريكيين الأصليين.

## أصل التسمية
يبدو أن اسم الولاية نشأ من اسم إسباني سابق هو أريزوناك، وهو مشتق من لغة شعوب أودهام من اسم ألي سوناك، ويعني «الربيع الصغير». في البداية استُخدم هذا الاسم من قبل المستعمرين الإسبان فقط لمنطقة قريبة من معسكر تعدين الفضة في بلانشاس دي بلاتا في سونورا. وبالنسبة للمستوطنين الأوروبيين بدا نطق شعوب أودهام للكلمة كلفظ أريسونا. وما تزال المنطقة تُعرف باسم ألي سوناك في لغة الأودهام.
هناك أصل آخر محتمل لاسم الولاية، وهو عبارة باللغة البشكنشية (الباسكية) هاريتز أونا «البلوط الجيد»، حيث كان هناك العديد من رعاة الأغنام الباسكيين في المنطقة. وقد أنشأ مكسيكي من أصل باسكي الرانشيريا (مستوطنة ريفية صغيرة) في أريزونا بين عامي 1734 و1736 في ولاية سونورا المكسيكية الحالية. وعُرفت بعد اكتشاف كبير للفضة هناك نحو عام 1737.
يعتبر الاعتقاد الخاطئ بأن اسم الولاية نشأ من المصطلح الإسباني Árida Zona أريدا زونا «المنطقة القاحلة» حالة من التأثيل الشعبي.

## التاريخ
منذ آلاف السنين قبل العصر الحديث كانت أريزونا موطنًا للعديد من الحضارات الأمريكية الأصلية القديمة. وكانت حضارات هوهوكام ومغويون وشعوب بويبلو القديمة من بين تلك التي ازدهرت في جميع أنحاء الولاية. وقد نجت العديد من آثار البويبلو ومساكن الجرف واللوحات الصخرية وغيرها من كنوز ما قبل التاريخ، وتجتذب آلاف السياح كل عام.
في عام 1539 كان ماركوس دي نيزا، وهو راهب فرنسيسكاني إسباني، أول أوروبي يتواصل مع الأمريكيين الأصليين. وقد استكشف أجزاء من الولاية الحالية وتواصل مع السكان الأصليين، ربما من قبيلة سوبايبوري. ودخلت بعثة المستكشف الإسباني كورونادو المنطقة في 1540-1542 أثناء بحثها عن منطقة سيبولا. ثم هاجر عدد قليل من المستوطنين الإسبان إلى أريزونا. وكان خوسيه رومو دي فيفار من أوائل المستوطنين في أريزونا.
كان الأب كينو (أوزيبيو كينو) الأوروبي التالي في المنطقة. وكعضو في جمعية يسوع («اليسوعيين») قاد سلسلة من الإرساليات في المنطقة. وجعل العديد من الهنود يعتنقون المسيحية في بيميريا ألتا (جنوب أريزونا وشمال سونورا حاليًا) في تسعينيات القرن السابع عشر وأوائل القرن الثامن عشر. وأسست إسبانيا بريسيديوس («البلدات المحصنة») في توباك عام 1752 وتوكسون عام 1775.
عندما حصلت المكسيك على استقلالها عن مملكة إسبانيا وإمبراطوريتها الإسبانية في عام 1821، أصبح ما يعرف الآن بأريزونا جزءًا من إقليمها في نويفا كاليفورنيا («كاليفورنيا الجديدة»)، والمعروف أيضًا باسم ألتا كاليفورنيا («كاليفورنيا العليا»). وكان أحفاد المستوطنين الإسبان والميستيثو (الشعوب الممزوجة) من السنوات الاستعمارية ما زالوا يعيشون في المنطقة وقت وصول المهاجرين الأوروبيين الأمريكيين اللاحقين من الولايات المتحدة.
خلال الحرب المكسيكية الأمريكية (1847–1848)، احتل الجيش الأمريكي العاصمة الوطنية مدينة مكسيكو وواصل مطالبته بجزء كبير من شمال المكسيك، بما في ذلك ما أصبح فيما بعد إقليم أريزونا في عام 1863 ثم ولاية أريزونا في عام 1912. وقد نصت معاهدة غوادالوبي هيدالغو (1848) على أنه بالإضافة إلى الحقوق اللغوية والثقافية للسكان الحاليين للمواطنين المكسيكيين السابقين التي تعتبر مصونة، يجري دفع مبلغ 15 مليون دولار كتعويض (ما يعادل 528.230.769.23 دولارًا في عام 2023) لجمهورية المكسيك. وفي عام 1853 استحوذت الولايات المتحدة على الأرض جنوب نهر غيلا من المكسيك في صفقة غادسدن على طول منطقة الحدود الجنوبية باعتبارها تشمل أفضل طريق جنوبي مستقبلي لخط سكة حديد عابر للقارات.
ما يعرف الآن بولاية أريزونا كانت تدار من قبل حكومة الولايات المتحدة كجزء من إقليم نيو مكسيكو منذ عام 1850 حتى انفصال الجزء الجنوبي من تلك المنطقة عن الاتحاد ليشكل إقليم أريزونا. وجرى تنظيم هذه المنطقة المنشأة حديثًا رسميًا من قبل الحكومة الفيدرالية للولايات الكونفدرالية يوم السبت 18 يناير عام 1862، عندما وافق الرئيس جيفرسون ديفيس على قانون تنظيم إقليم أريزونا ووقعه، مما يمثل أول استخدام رسمي لاسم «إقليم أريزونا». وزودت الأراضي الجنوبية الحكومة الكونفدرالية بالرجال والخيول والمعدات. وتأسست سرايا أريزونا الكشفية في عام 1862، وخدمت مع جيش الولايات الكونفدرالية خلال الحرب الأهلية الأمريكية. وتمتلك أريزونا أقصى مشاركة عسكرية في الغرب خلال الحرب الأهلية في معركة ممر بيكاتشو (1862).
أعلنت الحكومة الفيدرالية في واشنطن العاصمة في 24 فبراير عام 1863عن إقليم أريزونا الأمريكي الجديد، والذي يتكون من النصف الغربي من إقليم نيو مكسيكو السابق. وشكلت هذه الحدود الجديدة فيما بعد أساس الولاية. وتأسست بريسكوت كأول عاصمة إقليمية في عام 1864 بعد حمى الذهب في وسط أريزونا. ونقلت العاصمة لاحقًا إلى توكسون، ثم عادت إلى بريسكوت، ثم إلى موقعها النهائي في فينيكس في سلسلة من التحركات المثيرة للجدل حيث اكتسبت مناطق مختلفة من الإقليم نفوذها السياسي وفقدته مع نمو الإقليم وتطوره.
على الرغم من أن أسماء «غادسونيا» و«بيميريا» و«مونتيزوما» و«أريزوما» كانت مرشحة لتكون اسم الإقليم، لكن حين وقع الرئيس السادس عشر أبراهام لينكون على مشروع القانون النهائي كان نصه باسم «أريزونا»، وجرى اعتماد هذا الاسم. (لم يكن اسم مونتيزوما مشتقًا من اسم إمبراطور الآزتك، ولكنه كان الاسم المقدس لبطل إلهي عند شعب بيما في وادي نهر غيلا. وربما جرى النظر فيه - ورفضه - بسبب قيمته العاطفية قبل أن يستقر الكونغرس على اسم «أريزونا»).
أرسل بريغهام يونغ، زعيم كنيسة يسوع المسيح لقديسي الأيام الأخيرة في مدينة سولت ليك في ولاية يوتا، المورمون إلى أريزونا في منتصف وأواخر القرن التاسع عشر. وأسسوا مدن ميسا، وسنو فلاك، وهيبر، وسافورد وغيرها. واستقروا أيضًا في وادي فينيكس (أو «وادي الشمس»)، وتمبي، وبريسكوت ومناطق أخرى. واستقر المورمون فيما أصبح أريزونا الشمالية ونيو مكسيكو الشمالية. في ذلك الوقت كانت هذه المناطق جزءًا من إقليم نيو مكسيكو السابق.
خلال القرن التاسع عشر حدثت سلسلة من حالات حمى الذهب والفضة في المنطقة، وأشهرها حادثة التدافع في سبعينيات القرن التاسع عشر على الثروة الفضية في تومبستون في جنوب شرق أريزونا، واشتهرت الحادثة أيضًا بالخارجين عن القانون ورجال القانون الأسطوريين. وبحلول أواخر ثمانينيات القرن التاسع عشر طغى إنتاج النحاس على المعادن الثمينة الأخرى مع ظهور مناجم النحاس مثل بيسبي وجيروم في أريزونا. كما أدى الازدهار والكساد في اقتصاد التعدين إلى ظهور المئات من مدن الأشباح في جميع أنحاء الإقليم، لكن تعدين النحاس استمر في الازدهار حيث أنتجت المنطقة نحاسًا أكثر من أي ولاية أخرى بحلول عام 1907، مما أكسب أريزونا لقب «ولاية النحاس» حينها. وخلال السنوات الأولى من قيام الولاية شهدت الصناعة مشكلات متزايدة ونزاعات عمالية مع ترحيل عمال بيسبي عام 1917 نتيجة إضراب عمال مناجم النحاس.

## جغرافيا

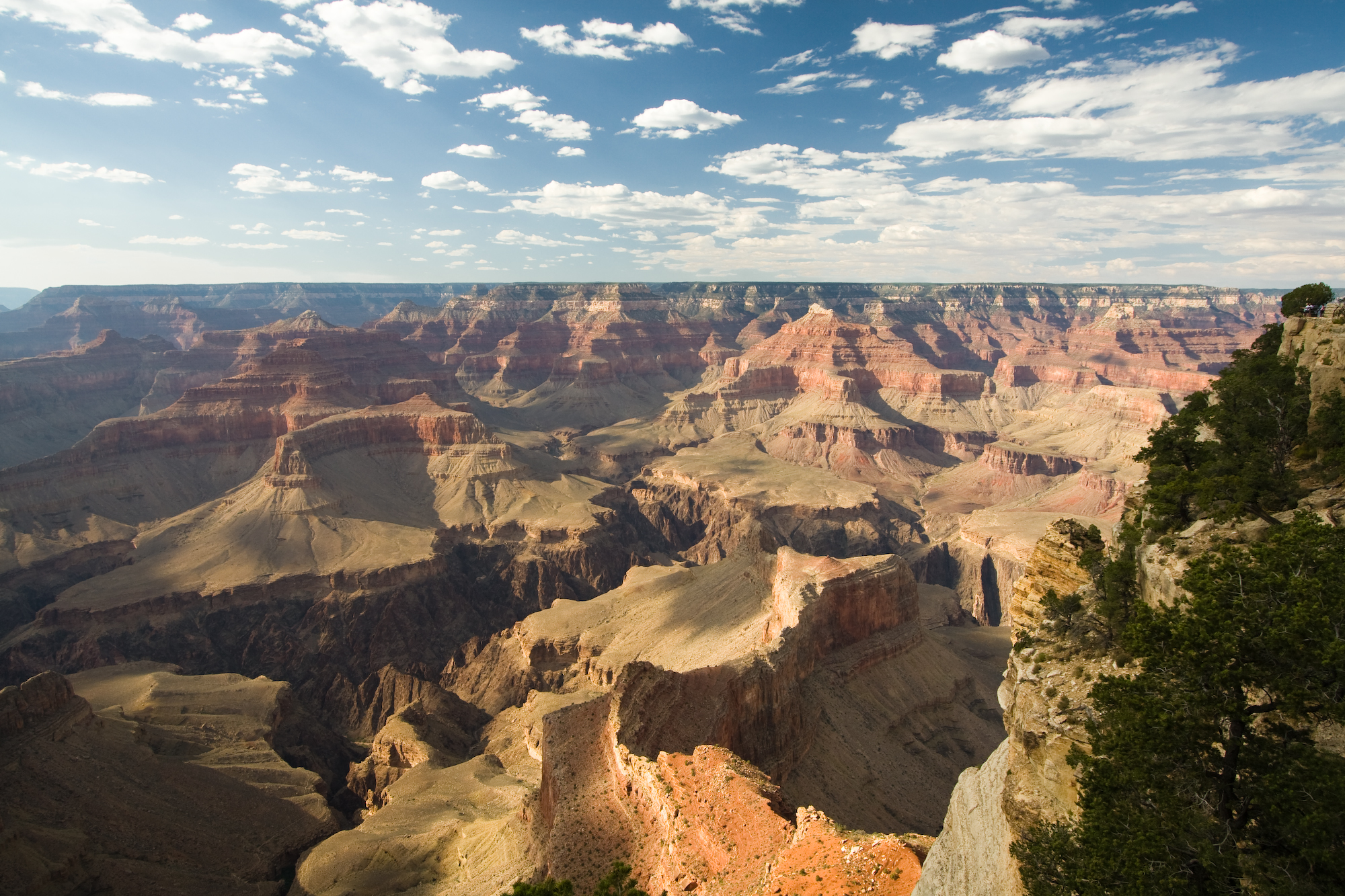
جراند كانيون

تقع ولاية أريزونا في جنوب غرب الولايات المتحدة كواحدة من ولايات الزوايا الأربع وهي سادس أكبر ولاية من حيث المساحة بعد نيومكسيكو وقبل نيفادا تشتهر ولاية أريزونا بمناخها الصحراوي، على نحو استثنائي فالصيف حار بها، والشتاء معتدل، ولكن يتميز شمال الولاية المرتفع بوجود غابات الصنوبر ومناطق جبلية ذات طقس أكثر برودة من منطقة الصحاري المنخفضة. أشارت الأرقام الإحصائية السكانية للعام الإحصائي المنتهي في 1 يوليو 2006 إلى أنً ولاية أريزونا كانت في ذلك الوقت هي الولاية الأسرع نمواً في الولايات المتحدة، وذلك يتجاوز النمو المسجل في الإحصاء السابق لولاية ولاية نيفادا والتي شغلت المنصب الثاني. كما تضم ولاية أريزونا أكبر نسبة من الإناث في الولايات المتحدة أكثر من أي ولاية أخرى.
بلغ سكان أريزونا 6,000,000 والعاصمة هي فينكس. المدن الكبيرة في أريزونا هي فينكس وتوسن وميسة وتمبي. يوجد أيضا في أريزونا أراض للهنود الحمر، مثل النافاهو والهوبي. الطقس الأريزوني مشمس في أغلب الأحيان. السياحة والزراعة والتربية هي عماد اقتصاد الولاية، وفي أراضي الهنود الحمر أصبحت كازينوهات القمار المصدر الرئيسي للدخل لمجلس القبيلة.

## المناخ

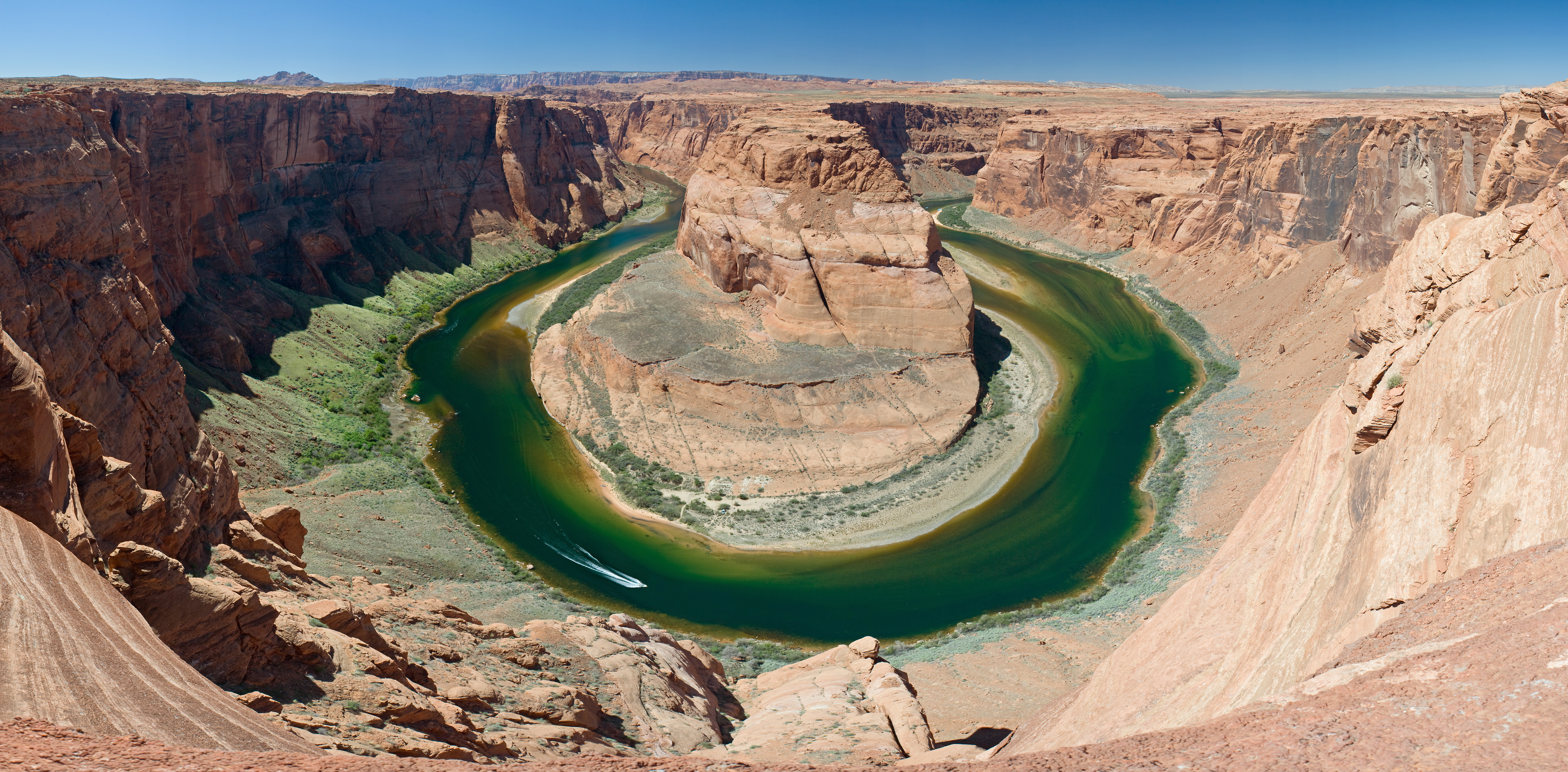
شكل على حدوة حصان من نهر كولورادو

نظراً لمساحتها الكبيرة والاختلافات في الارتفاعات٬ للولاية اختلافات كبيرة في درجات الحرارة ففي المناطق المنخفضة يكون المناخ صحراوي ذو شتاء معتدل وصيف شديد الحرارة. عادةً٬ من أواخر الخريف حتى بداية الربيع الطقس معتدل أبرد الأوقات هي من نوفمبر حتى فبراير تتراوح درجة الحرارة عادة من (4-24) مع بعض موجات الصقيع. وتبدأ درجات الحرارة بالارتفاع مرة أخرى من منتصف فبراير مع ليل نسيم. شهور الصيف من يونيو حتى سبتمبر تتميز بالجفاف والحرارة الشديدة حيث تتراوح درجات الحرارة بين (32-49) وأحياناً تصل درجة الحرارة إلى 52 تلاحظ في المنطقة الصحراوية.

## تاريخ
أريزونا هي الولاية ال 48 في الولايات المتجاورة التي انضمت إلى الاتحاد في 14 فبراير 1912، الذكرى السنوية ال 50 للاعتراف بأريزونا بأنًها من أراضي الولايات المتحدة.
أُسّست ولاية أريزونا في سنة 1912. كانت الولاية جزءا من المكسيك. أمريكا حصلت على جزء الولاية الشمالي في 1848 في الحرب المكسيكية الأمريكية وحصلت على جزء الولاية الجنوبي في شراء الغاستون في 1853.

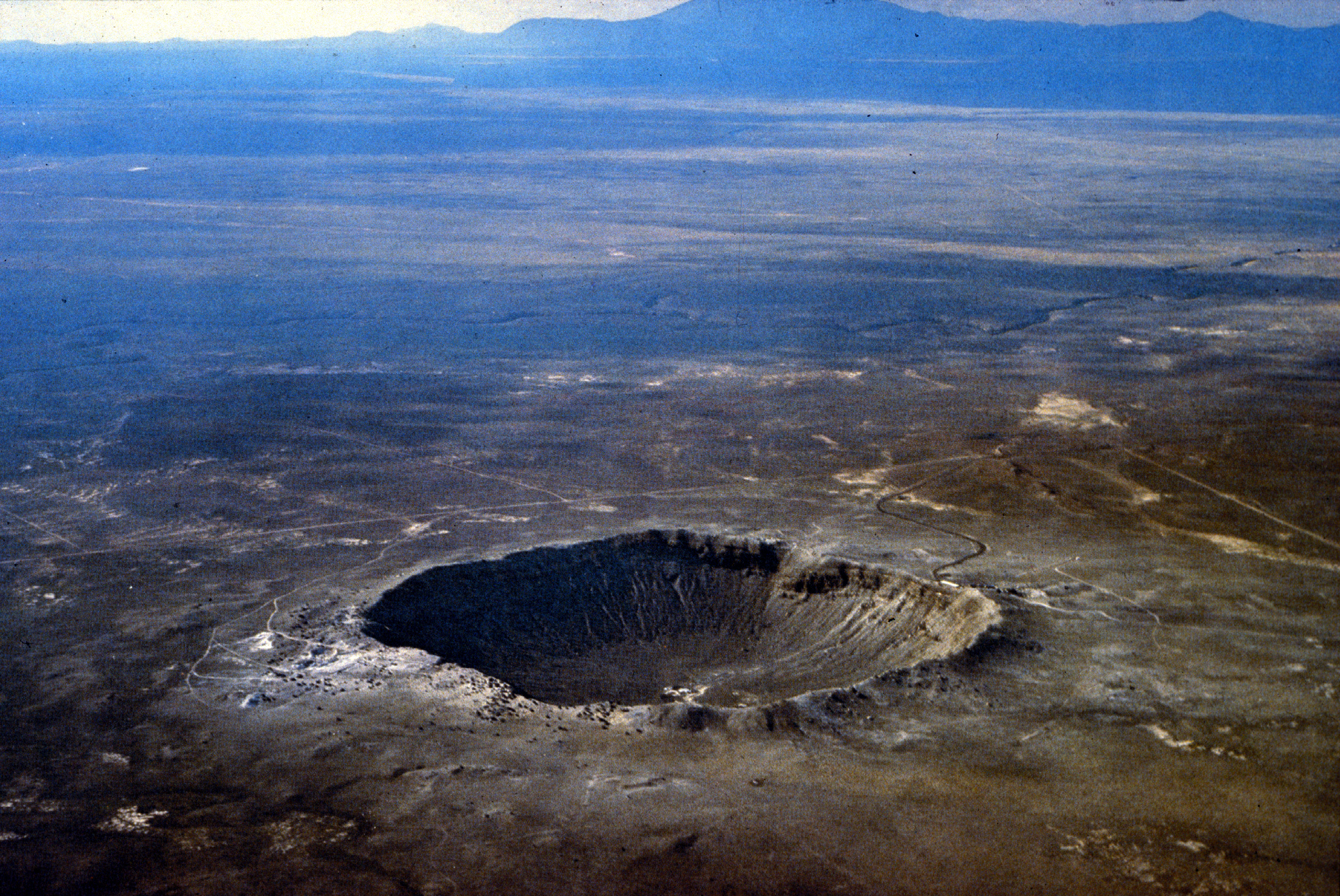
فوهة بارينجر هي معلم جذب سياحي